# Lý Bách Dược
| Nhị thập tứ sử | Nhị thập tứ sử | Nhị thập tứ sử              | Nhị thập tứ sử |
| -------------- | -------------- | --------------------------- | -------------- |
| STT            | Tên sách       | Tác giả                     | Số quyển       |
| 1              | Sử ký          | Tư Mã Thiên                 | 130            |
| 2              | Hán thư        | Ban Cố                      | 100            |
| 3              | Hậu Hán thư    | Phạm Diệp                   | 120            |
| 4              | Tam quốc chí   | Trần Thọ                    | 65             |
| 5              | Tấn thư        | Phòng Huyền Linh (chủ biên) | 130            |
| 6              | Tống thư       | Thẩm Ước                    | 100            |
| 7              | Nam Tề thư     | Tiêu Tử Hiển                | 59             |
| 8              | Lương thư      | Diêu Tư Liêm                | 56             |
| 9              | Trần thư       | Diêu Tư Liêm                | 36             |
| 10             | Ngụy thư       | Ngụy Thâu                   | 114            |
| 11             | Bắc Tề thư     | Lý Bách Dược                | 50             |
| 12             | Chu thư        | Lệnh Hồ Đức Phân (chủ biên) | 50             |
| 13             | Tùy thư        | Ngụy Trưng (chủ biên)       | 85             |
| 14             | Nam sử         | Lý Diên Thọ                 | 80             |
| 15             | Bắc sử         | Lý Diên Thọ                 | 100            |
| 16             | Cựu Đường thư  | Lưu Hú (chủ biên)           | 200            |
| 17             | Tân Đường thư  | Âu Dương Tu, Tống Kỳ        | 225            |
| 18             | Cựu Ngũ Đại sử | Tiết Cư Chính (chủ biên)    | 150            |
| 19             | Tân Ngũ Đại sử | Âu Dương Tu (chủ biên)      | 74             |
| 20             | Tống sử        | Thoát Thoát (chủ biên)      | 496            |
| 21             | Liêu sử        | Thoát Thoát (chủ biên)      | 116            |
| 22             | Kim sử         | Thoát Thoát (chủ biên)      | 135            |
| 23             | Nguyên sử      | Tống Liêm (chủ biên)        | 210            |
| 24             | Minh sử        | Trương Đình Ngọc (chủ biên) | 332            |
| -              | Tân Nguyên sử  | Kha Thiệu Mân (chủ biên)    | 257            |
| -              | Thanh sử cảo   | Triệu Nhĩ Tốn (chủ biên)    | 529            |

Lý Bách Dược (chữ Hán: 李百薬, bính âm: Li Baiyao; 565 – 648), tự Trùng Quy, người An Bình Định Châu (nay thuộc Hà Bắc), cha là Nội sử lệnh Lý Đức Lâm thời Tùy, là nhà sử học thời Đường, chủ biên bộ chính sử Tề thư.

## Tiểu sử
Ông từng tham gia biên soạn quốc sử, về sau là danh thần triều Tùy, phụng chiếu tiếp tục việc biên soạn Tề sử, thời Tùy Văn Đế, ông được bổ làm Thái tử xá nhân, Đông cung Học sĩ, thời Tùy Dượng Đế được thang chức Tư mã Quế Châu, sau đổi làn Kiến An Quận thừa, thời nhà Đường, được phong làm Trung thư xá nhân, Lễ bộ thị lang, Tán kỵ thường thị, ông là người có phẩm chất cương trực, liêm khiết, từng nói thẳng can gián lên Đường Thái Tông bãi bỏ chư hầu, được Thái Tông tiếp nhận.

## Tác phẩm
Bách Dược trước sau vào năm Đường Thái Tông Trinh Quán nguyên niên (năm 627) và năm Trinh Quán thứ 3 (năm 629), hai lần phụng chiếu kế thừa hoàn thành việc biên soạn di cảo của cha, có tham khảo qua bộ sử biên niên Tề chí của sử gia đời Tùy Vương Thiệu, Tề thư hoàn thành vào năm Trinh Quán thứ 10 (năm 636), trải qua 3 Triều đại (Bắc Tề, Tùy, Đường), tổng cộng thời gian hơn 60 năm. Tiêu Tử Hiển thời Tống để phân biệt với Nam Tề thư, đã đổi tên sách thành Bắc Tề thư.